# Narodowe Muzeum Morskie Irlandii
Narodowe Muzeum Morskie Irlandii (irl. Músaem Mhuirí Náisiúnta na hÉireann, ang. National Maritime Museum of Ireland) – narodowe muzeum marynistyczne Irlandii zlokalizowane w Dún Laoghaire.

## Historia
Narodowy Instytut Morski Irlandii, który prowadzi muzeum, został założony w 1941. Sama placówka mieści się w dawnym kościele marynarskim przy Haigh Terrace w Dún Laoghaire (mieście położonym w południowej części aglomeracji Dublina). Świątynię na 1400 osób wzniesiono w 1837. Jedna trzecia miejsc przeznaczona była dla rodzin pracowników marynarki, straży przybrzeżnej i organów skarbowych. W 1971 kościół zamknięto ze względu na spadek frekwencji wiernych, a w 1974 podpisano porozumienie pomiędzy właścicielem (Kościołem Irlandii), a Irlandzkim Instytutem Morskim i po remoncie otwarto w 1978 jako muzeum, zachowując charakter budowli (m.in. witraże i tablice upamiętniające kolejnych proboszczów).

## Ekspozycja
Placówka gromadzi pamiątki związane z szeroko pojętą marynarką irlandzką. Do najciekawszych eksponatów należą m.in.:
- Bantry Boat, 38-metrowa barka oficerska zdobyta podczas nieudanej francuskiej inwazji w 1796, która ma oryginalną niebiesko-biało-czerwoną kolorystykę Republiki Francuskiej (łódź jest jedynym statkiem, który przetrwał inwazję),
- Baily Optic, optyka latarni morskiej Baily na półwyspie Howth Head w Howth (północny Dublin), pochodząca z 1902, a zdemontowana w 1972, podczas modernizacji,
- model statku SS Great Eastern, największego na świecie w dobie wodowania (1857), którego dowódcą był kapitan Halpin urodzony w Tinakeely House (Wicklow),
- pamiątki z dziejów irlandzkiej marynarki wojennej (modele, zdjęcia, dokumenty i mundury),
- model statku handlowego MV Kerlogue, który podczas II wojny światowej, 29 grudnia 1943 udał się na ratunek załogom dwóch uszkodzonych okrętów niemieckiej marynarki wojennej w Zatoce Biskajskiej (strefa wojny) i uratował 168 członków załogi (Irlandia była państwem neutralnym i ratowała marynarzy obu stron konfliktu)[2].

Biblioteka Instytutu Morskiego zawiera około 4 tys. książek o tematyce morskiej i około 1,6 tys. innych, tematycznie powiązanych, pozycji.

## Galeria

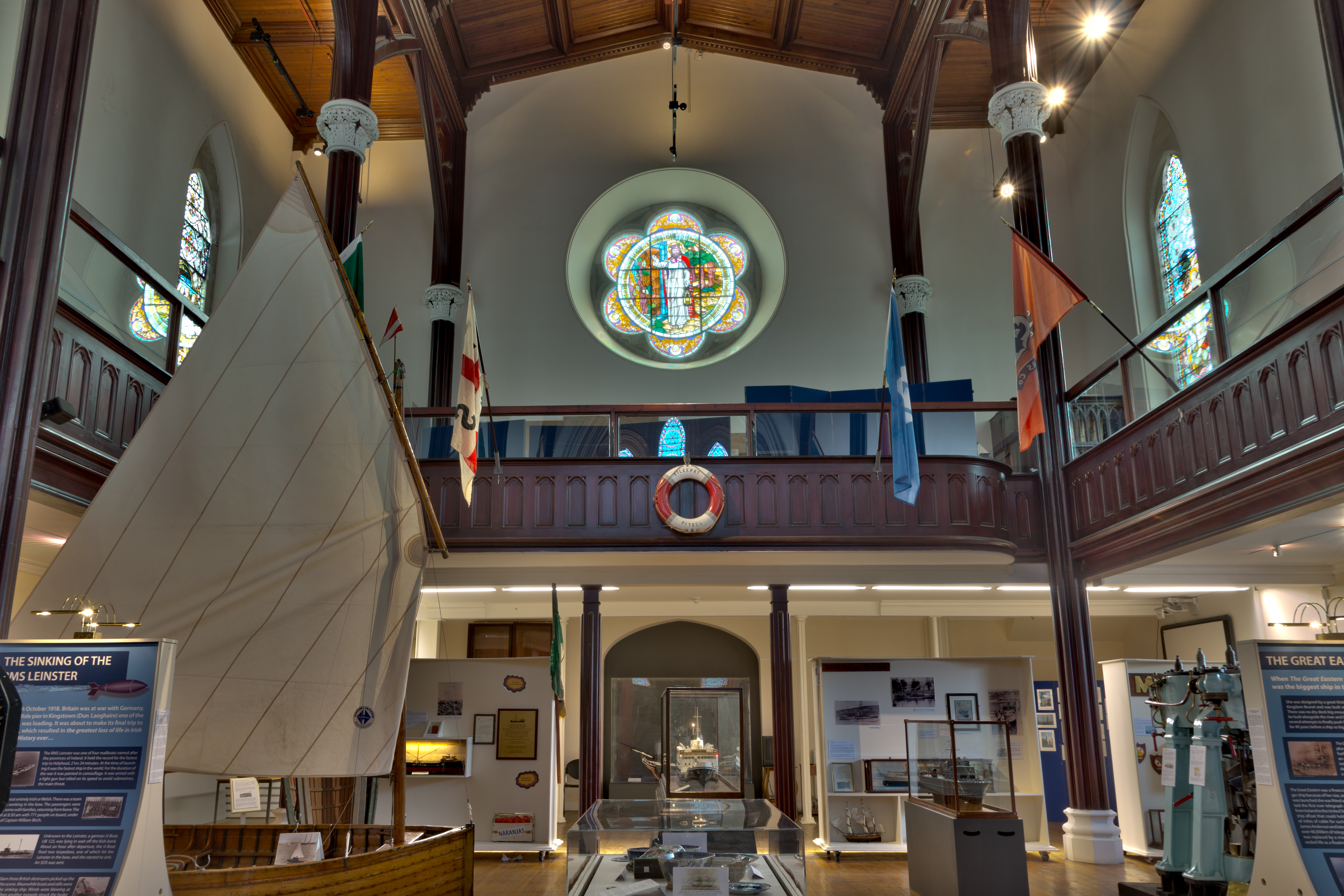
Wnętrze i fragment ekspozycji
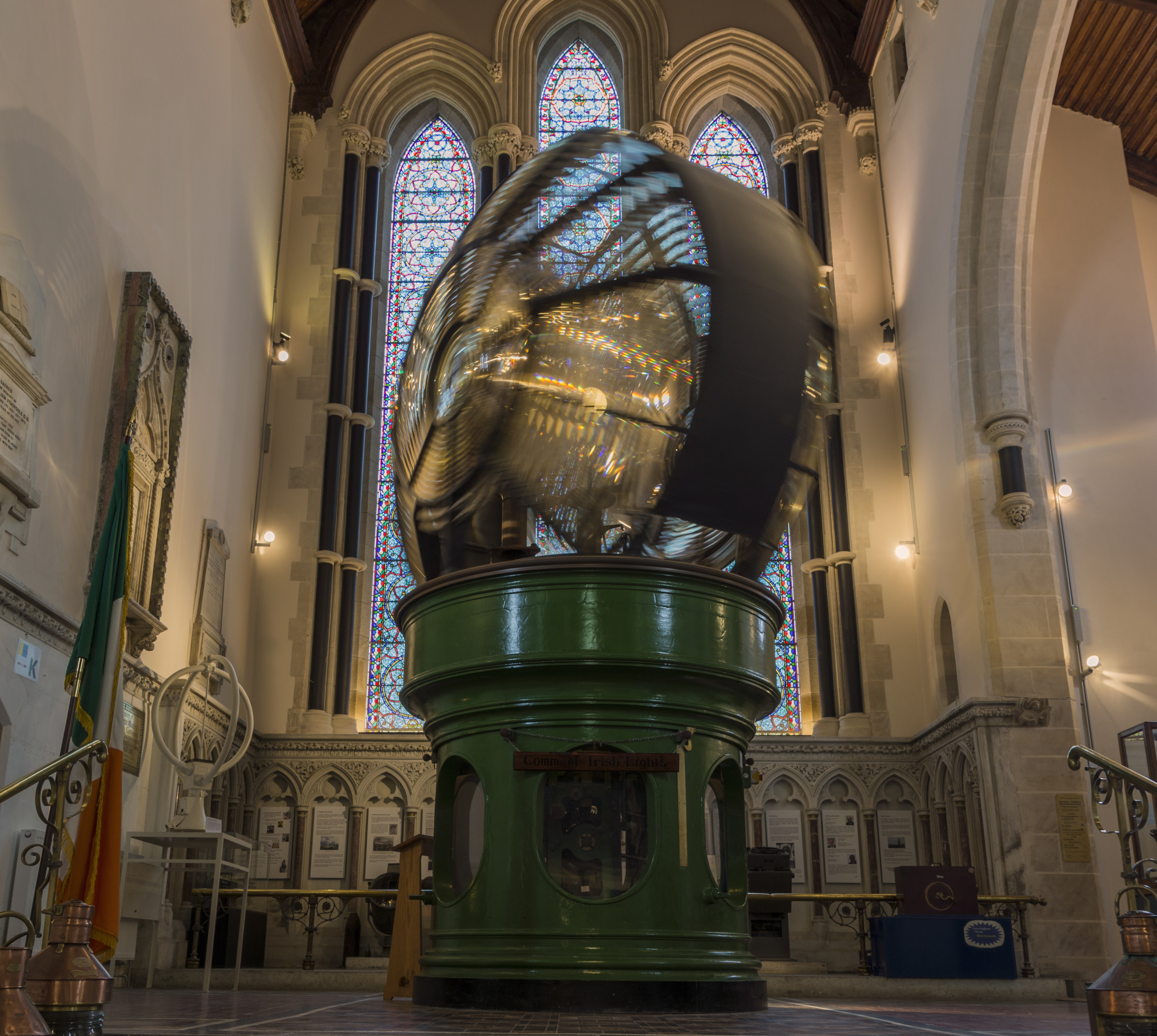
Optyka latarni morskiej Baily